# Virgil van Dijk
Virgil van Dijk (Breda, 8 de juliol de 1991) és un futbolista neerlandès que juga com a defensa central al Liverpool FC de la Premier League i a la selecció dels Països Baixos.
Després de començar la seva carrera al FC Groningen, va fitxar pel Celtic el 2013, on va guanyar dues Scottish Premierships i una Scottish League Cup. El setembre de 2015, va fitxar pel Southampton i el gener de 2018 va ser traspassat al Liverpool FC per un valor de 85 milions d'euros, convertint-se en el defensa més car del món.
Van Dijk va debutar internacionalment per als Països Baixos el 2015, i en va esdevenir capità el 2018.

## Carrera

### Groningen
Van Dijk va començar la seva carrera futbolística a l'acadèmia juvenil de Groningen abans de passar al primer equip on va debutar a la lliga l'1 de maig de 2011 en una victòria visitant per 4-2 contra l'ADO Den Haag. Durant la seva militància a Groningen es va sotmetre a una cirurgia major per peritonitis. Com va confessar el jugador anys més tard, aquest esdeveniment va estar a punt d'impulsar-lo a abandonar el futbol per estar més a prop de la seva mare. En tres temporades va fer 66 partits, marcant 7 gols entre l'Eredivisie i la Copa Neerlandesa.

### Celtic

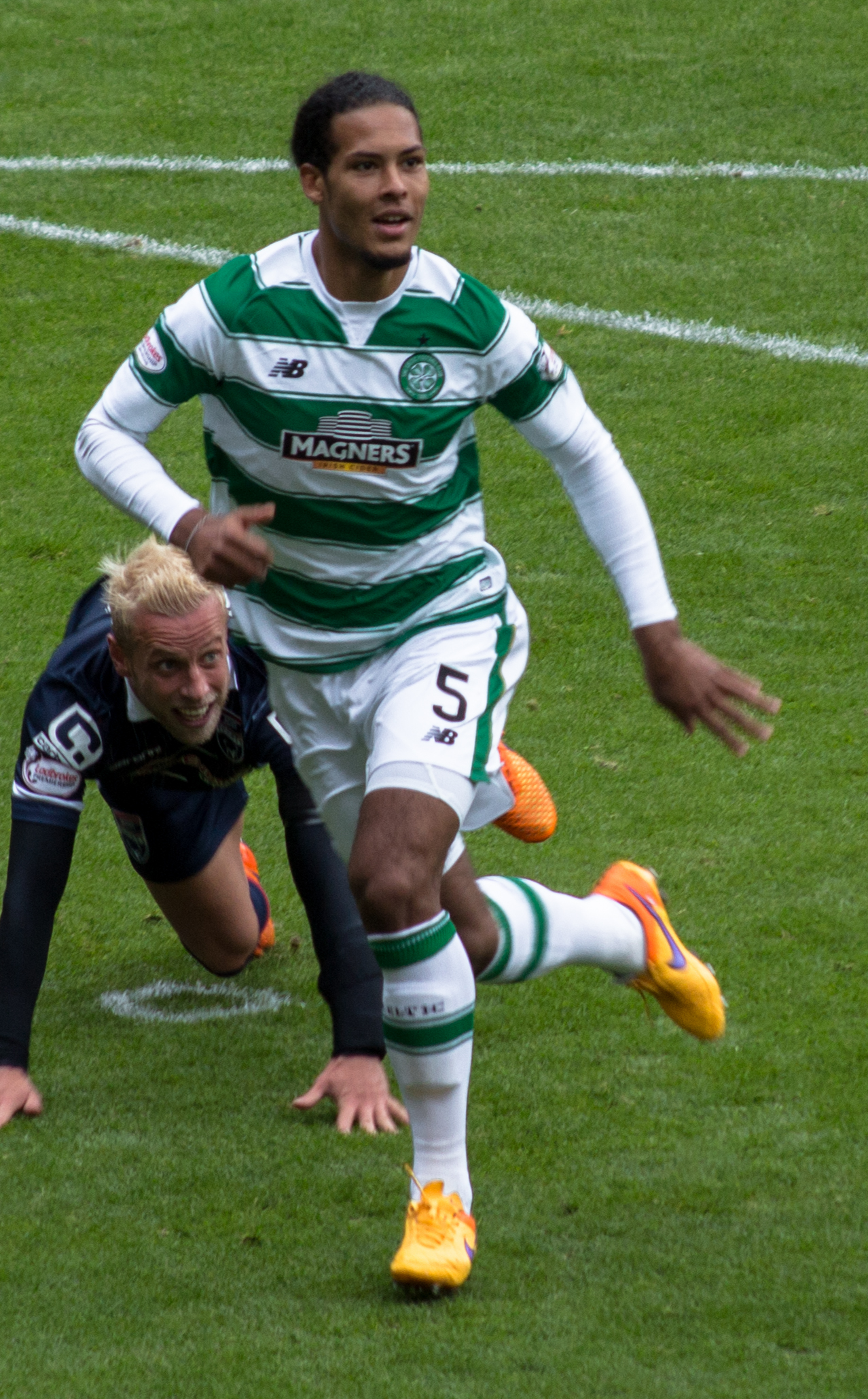

El 21 de juny de 2013 va ser venut al Celtic escocès per 2,6 milions i signant un contracte de quatre anys. Va debutar el 17 d'agost en una victòria visitant per 0-2 contra l'Aberdeen. En tres temporades amb els Hoops va recollir un total de 115 aparicions i 15 gols.

### Southampton
L'1 de setembre de 2015 es va mudar per 13 milions als anglesos de Southampton, on va signar un contracte de cinc anys. Va debutar a la Premier League el 12 de setembre següent al partit contra el West Bromwich Albion. La temporada 2016-2017 es va convertir en segon capità del club. En dues temporades i mitja va jugar 80 partits en totes les competicions marcant 7 gols.

## Palmarès
Celtic FC
- 2 Lligues escoceses: 2013-14, 2014-15
- 1 Copa de la lliga escocesa: 2014-15

Liverpool FC
- 1 Campionat del Món de Clubs: 2019
- 1 Lliga de Campions de la UEFA: 2018-19
- 1 Supercopa d'Europa: 2019
- 2 Premier League: 2019-20, 2024-25
- 1 Copa anglesa: 2021-22
- 2 Copes de la Lliga anglesa: 2021-22, 2023-24
- 1 Community Shield: 2022